# Pelodryadinae
Pelodryadinae é uma subfamília de sapos. A classificação deste taxon é contestada.

## Classificação
O site Amphibian Species of the World,  segue o trabalho de Duellman e colegas de 2016, e coloca Pelodryadinae na família Pelodryadidae. Dois gêneros são reconhecidos:
- Nyctimystes Stejneger, 1916
- Ranoidea Tschudi, 1838 - incluindo Cyclorana Steindachner, 1867 e partes de Litoria Tschudi, 1838

O site AmphibiaWeb continua a reconhecer o posicionamento tradicional dessa subfamília na família Hylidae. Três géneros estão incluídos:
- Cyclorana Steindachner, 1867
- Litoria Tschudi, 1838
- Nyctimystes Stejneger, 1916